# ابو طرطور
أبو طرطور هي إحدي القرى التابعة لمركز ومدينة فوة التابعة لمحافظة كفر الشيخ تبعد عن مركز فوة ما يقارب 13 كم.